# Liste des ports du Päijänne
Voici une liste des ports du lac Päijänne, où dans certaines conditions un bateau peut être amarré, ancré près du rivage, accosté ou mis à l'eau.
Cette liste n'est pas exhaustive.

## Ports
Les ports ont de nombreux services pour les voyageurs en bateau à voile et à moteur. 
Les principaux services du port pour les arrivants sont indiqués par des lettres:
| Nom                                | Lieu              | Municipalité | Services                                                                      | Coordonnées                  | Réf.   |
| ---------------------------------- | ----------------- | ------------ | ----------------------------------------------------------------------------- | ---------------------------- | ------ |
| Port de Lutakko                    | Lutakko           | Jyväskylä    | [ a ] [ b ] [ c ] [ d ] [ e ] [ f ] [ g ] [ h ] [ i ] [ j ] [ k ] [ l ]       | 62° 14′ 13″ N, 25° 45′ 22″ E | ,      |
| Marina de Kuokkala                 | Kuokkala          | Jyväskylä    | [ b ] [ c ] [ e ] [ f ] [ h ]                                                 | 62° 13′ 26″ N, 25° 48′ 32″ E | [ 3 ]  |
| Port de Säynätsalo                 | Säynätsalo        | Jyväskylä    | [ a ] [ b ] [ c ] [ e ] [ f ] [ h ] [ j ] [ k ] [ l ]                         | 62° 08′ 28″ N, 25° 46′ 44″ E | [ 3 ]  |
| Port de Saarenlahti                | Ranta-Uimola      | Muurame      | [ a ] [ b ] [ c ] [ e ] [ f ] [ g ] [ l ] [ h ] [ k ] [ m ] [ n ] [ o ] [ i ] | 62° 07′ 23″ N, 25° 41′ 02″ E | ,      |
| Port de Korpilahti                 | Korpilahti        | Jyväskylä    | [ a ] [ b ] [ c ] [ d ] [ e ] [ f ] [ g ] [ h ] [ p ] [ j ] [ k ] [ l ]       | 62° 00′ 50″ N, 25° 33′ 29″ E | [ 6 ]  |
| Base du club nautique de Jyväskylä | Kumina            | Jyväskylä    | [ b ] [ q ] [ p ] [ r ]                                                       | 61° 56′ 28″ N, 25° 36′ 43″ E | [ 7 ]  |
| Base du club de yachting de Jämsä  | Vuorissalo        | Jämsä        | [ b ] [ q ] [ r ] [ s ] [ m ]                                                 | 61° 47′ 31″ N, 25° 31′ 52″ E | ,      |
| Marina de Vintturi                 | Vintturi          | Sysmä        | [ b ] [ c ] [ m ] [ l ] [ k ]                                                 | 61° 40′ 19″ N, 25° 40′ 52″ E | [ 10 ] |
| Päijän Marine                      | Kuhmoinen village | Kuhmoinen    | [ b ] [ c ] [ g ] [ h ] [ p ] [ j ] [ l ] [ d ] [ n ] [ t ] [ o ] [ e ]       | 61° 33′ 40″ N, 25° 11′ 20″ E | [ 11 ] |
| Club nautique de Lahti – Hökkä     | Hökänsaaret       | Kuhmoinen    | [ p ] [ m ] [ k ]                                                             | 61° 31′ 16″ N, 25° 16′ 16″ E | [ 12 ] |
| Port du village                    | Sysmä village     | Sysmä        | [ h ] [ e ]                                                                   | 61° 29′ 56″ N, 25° 41′ 28″ E | [ 13 ] |
| Port d'Ohrasaari                   | Sysmä village     | Sysmä        | -                                                                             | 61° 29′ 49″ N, 25° 40′ 44″ E | [ 13 ] |
| Nouveau port de Sysmä              | Suopelto          | Sysmä        | [ b ] [ e ] [ h ] [ d ] [ l ]                                                 | 61° 29′ 31″ N, 25° 34′ 44″ E | ,      |
| Base du club nautique d'Asikkala   | Pirttisaari       | Padasjoki    | [ b ] [ q ] [ p ] [ i ] [ j ] [ m ] [ k ]                                     | 61° 28′ 41″ N, 25° 21′ 07″ E | [ 16 ] |
| Marina d'Harmoistenlahti           | Harmoinen         | Kuhmoinen    | [ b ]                                                                         | 61° 28′ 26″ N, 25° 10′ 41″ E | -      |
| Kelossi                            | Kellosalmi        | Padasjoki    | [ b ] [ n ] [ h ]                                                             | 61° 26′ 02″ N, 25° 16′ 34″ E | [ 17 ] |
| Quai de Padasjoki                  | Padasjoki village | Padasjoki    | [ a ] [ b ] [ n ]                                                             | 61° 21′ 40″ N, 25° 17′ 42″ E | ,      |
| Club nautique de Lahti – Ykskoivu  | Ykskoivu          | Padasjoki    | [ p ] [ m ] [ k ]                                                             | 61° 19′ 16″ N, 25° 27′ 04″ E | [ 12 ] |
| Base de club nautique de Lahti     | Haapasaari        | Padasjoki    | [ b ] [ q ] [ p ] [ u ]                                                       | 61° 19′ 05″ N, 25° 30′ 00″ E | [ 19 ] |
| Port de services de Lehmonkärki    | Joenniemi         | Asikkala     | [ b ] [ h ] [ p ] [ i ] [ j ] [ k ] [ n ] [ r ] [ h ]                         | 61° 14′ 56″ N, 25° 25′ 34″ E | ,      |
| Marina du pavillon du phare        | Canal de Vääksy   | Asikkala     | [ b ] [ d ] [ f ] [ j ] [ k ]                                                 | 61° 10′ 48″ N, 25° 32′ 42″ E | [ 22 ] |
| Marina de Kuotaa                   | Anianmetsä        | Asikkala     | [ b ] [ e ] [ g ] [ h ] [ l ] [ h ]                                           | 61° 10′ 19″ N, 25° 34′ 52″ E | [ 23 ] |

## Ports de plaisance et centres de loisirs
Il existe des services pour les plaisanciers dans les marinas, les mouillages et les zones de loisirs. Les principaux services des marinas sont indiqués par des lettres.
| Nom                           | Lieu             | Municipalité | Services                            | Coordonnées                  | Réf.   |
| ----------------------------- | ---------------- | ------------ | ----------------------------------- | ---------------------------- | ------ |
| Marina de Pyydysniemi         | Päijätsalo       | Sysmä        | [ b ] [ u ] [ k ]                   | 62° 28′ 55″ N, 25° 33′ 36″ E | ,      |
| Linnasaaren Selkäsaaret       | Linnasaarentakut | Padasjoki    | [ b ] [ q ] [ u ] [ m ] [ k ]       | 62° 27′ 14″ N, 25° 25′ 48″ E | [ 25 ] |
| Kalasaari                     | Kalasaari        | Jyväskylä    | [ b ] [ p ] [ i ] [ u ] [ m ] [ k ] | 62° 12′ 54″ N, 25° 49′ 19″ E | [ 26 ] |
| Mikonniemi                    | Muuratsalo       | Muurame      | [ q ] [ u ] [ v ]                   | 62° 05′ 06″ N, 25° 45′ 58″ E | [ 27 ] |
| Aire de loisirs de Mämminiemi | Haukanmaa        | Toivakka     | -                                   | 62° 03′ 58″ N, 25° 48′ 22″ E | [ 28 ] |
| Tervamäki                     | Heinosniemi      | Jyväskylä    | [ u ] [ i ]                         | 62° 01′ 26″ N, 25° 44′ 49″ E | [ 29 ] |
| Livansaari                    | Livansaaret      | Jyväskylä    | [ b ] [ q ] [ m ] [ k ]             | 61° 59′ 24″ N, 25° 41′ 56″ E | [ 30 ] |
| Pirttisaari                   | Pirttisaari      | Jyväskylä    | [ b ] [ q ] [ p ] [ m ] [ k ]       | 61° 55′ 48″ N, 25° 38′ 20″ E | [ 31 ] |
| Vuorissalo                    | Vuorissalo       | Jämsä        | [ b ] [ p ] [ i ] [ k ]             | 61° 47′ 31″ N, 25° 31′ 52″ E |        |
| Sarvisalon luoto              | Sarvisalo        | Kuhmoinen    |                                     | 61° 32′ 31″ N, 25° 19′ 05″ E | [ 32 ] |
| Erakon mökki                  | Koreakoivu       | Kuhmoinen    | [ b ]                               | 61° 29′ 10″ N, 25° 26′ 24″ E | [ 15 ] |
| Lehtisten saaret              | Pirttisaari      | Padasjoki    | [ b ] [ q ] [ p ] [ m ] [ k ]       | 61° 28′ 34″ N, 25° 21′ 11″ E | [ 33 ] |
| Tupasaari                     | Hietasaari       | Padasjoki    | [ u ] [ k ]                         | 61° 25′ 05″ N, 25° 26′ 53″ E | [ 15 ] |
| Hietasaari                    | Hietasaari       | Padasjoki    | [ u ] [ s ] [ k ]                   | 61° 24′ 43″ N, 25° 26′ 42″ E | [ 15 ] |
| Vähä Paatsalo                 | Vähä Paatsalo    | Sysmä        | [ u ] [ k ]                         | 61° 23′ 56″ N, 25° 31′ 48″ E | [ 15 ] |
| Höysniemi                     | Virmailansaari   | Padasjoki    | [ u ] [ s ] [ k ]                   | 61° 23′ 53″ N, 25° 24′ 11″ E | [ 15 ] |
| Iso Lammassaari               | Iso Lammassaari  | Padasjoki    | [ u ] [ s ] [ v ] [ k ]             | 61° 23′ 35″ N, 25° 21′ 22″ E | [ 15 ] |
| Kalainsaari                   | Kalainsaari      | Padasjoki    | [ p ] [ k ] [ m ] [ r ]             | 61° 22′ 34″ N, 25° 16′ 44″ E | ,      |
| Vähä Haukkasalo               | Vähä Haukkasalo  | Padasjoki    | [ u ] [ s ] [ k ]                   | 61° 22′ 05″ N, 25° 21′ 32″ E | [ 15 ] |
| Lietsaari                     | Lietsaari        | Padasjoki    | [ u ] [ s ] [ k ]                   | 61° 22′ 05″ N, 25° 24′ 29″ E | [ 15 ] |
| Kelvenne                      | Kelvenne         | Padasjoki    | [ k ] [ s ] [ u ] [ m ]             | 61° 21′ 50″ N, 25° 27′ 14″ E | [ 35 ] |
| Vähäniemi                     | Suomennurmi      | Sysmä        | [ i ] [ m ] [ k ] [ u ]             | 61° 20′ 56″ N, 25° 32′ 53″ E | [ 36 ] |
| Quai de Karisalmi             | Pulkkilanharju   | Asikkala     | [ b ] [ t ] [ k ]                   | 61° 17′ 35″ N, 25° 32′ 02″ E | [ 37 ] |

## Services portuaires
1. 1 2 3 4 5  quais passagers
2. 1 2 3 4 5 6 7 8 9 10 11 12 13 14 15 16 17 18 19 20 21 22 23 24 25 26 27  quai
3. 1 2 3 4 5 6 7  rampes
4. 1 2 3 4 5  carburant
5. 1 2 3 4 5 6 7 8 9  pompe eaux usées
6. 1 2 3 4 5 6  cale
7. 1 2 3 4 5  électricité
8. 1 2 3 4 5 6 7 8 9 10 11 12 13  eau
9. 1 2 3 4 5 6 7 8  plage
10. 1 2 3 4 5 6 7  douches
11. 1 2 3 4 5 6 7 8 9 10 11 12 13 14 15 16 17 18 19 20 21 22 23 24 25 26 27 28  toilettes
12. 1 2 3 4 5 6 7 8  poubelle
13. 1 2 3 4 5 6 7 8 9 10 11 12 13 14  remise à bois
14. 1 2 3 4 5  restaurant
15. 1 2  commerce
16. 1 2 3 4 5 6 7 8 9 10 11 12 13  sauna
17. 1 2 3 4 5 6 7 8 9  ammarage
18. 1 2 3 4  hébergement
19. 1 2 3 4 5 6 7  camping
20. 1 2  café ou kiosque
21. 1 2 3 4 5 6 7 8 9 10 11 12 13 14 15  feu de camp
22. 1 2  appenti